# ستالينغراد (فلم)
انتج فيلم ستالينغراد من قبل المخرج الألماني جوزيف فلازيميرر، أنتجت فيلم دراما حرب عام 1993م، وتصور الأحداث أثناء الحرب العالمية الثانية، ويتكون أبطال الفيلم هم مجموعة من الجنود الألمان يحاربون القوات الروسية بمدينة ستالينغراد الروسية، وكان ذلك في وقت فصل الشتاء.

## قصة الفيلم
بعد أن تلقوا الجنود الألمان الإجازة في إيطاليا بعد مهمات في شمال أفريقيا لحرب على قوات التحالف، تلقوا نداءات من الرايخ الثالث بإيطاليا، طلبوا من الجنود أن يذهبوا إلى شرق أوروبا للقضاء على الجيش الروسي.
ومن ثم تستمر القصة عن معاناة الجنود الألمان من ضربات قاسية، وزرع الرعب في قلوب الجنود الألمان وقبل استسلام الجيش الألمانى.

## تصوير
تم تصوير الفيلم في جمهورية التشيك، وإيطاليا وبعض البلدان الأوروبية.

## ردود الفعل

### الجوائز
تلقى الفيلم جائزة تكريمية من قبل جائزة أفضل فيلم عام 1993.

## وصلات خارجية
- ستالينغراد على موقع IMDb (الإنجليزية)
- ستالينغراد على موقع روتن توميتوز (الإنجليزية)
- ستالينغراد على موقع نتفليكس (الإنجليزية)
- ستالينغراد على موقع ألو سيني (الفرنسية)
- ستالينغراد على موقع Turner Classic Movies (الإنجليزية)
- ستالينغراد على موقع أول موفي (الإنجليزية)
- ستالينغراد على موقع بوكس أوفيس موجو (الإنجليزية)
- ستالينغراد على موقع فيلمافينيتي (الإسبانية)
- ستالينغراد على موقع قاعدة بيانات الأفلام السويدية (السويدية)
- ستالينغراد على موقع قاعدة بيانات الفيلم (الإنجليزية)